# Lista över Donald Trumps golfanläggningar
Lista över golfanläggningar som ägs och/eller drivs av Donald Trumps företag Trump Organization.

## Golfanläggningar per december 2016[1]

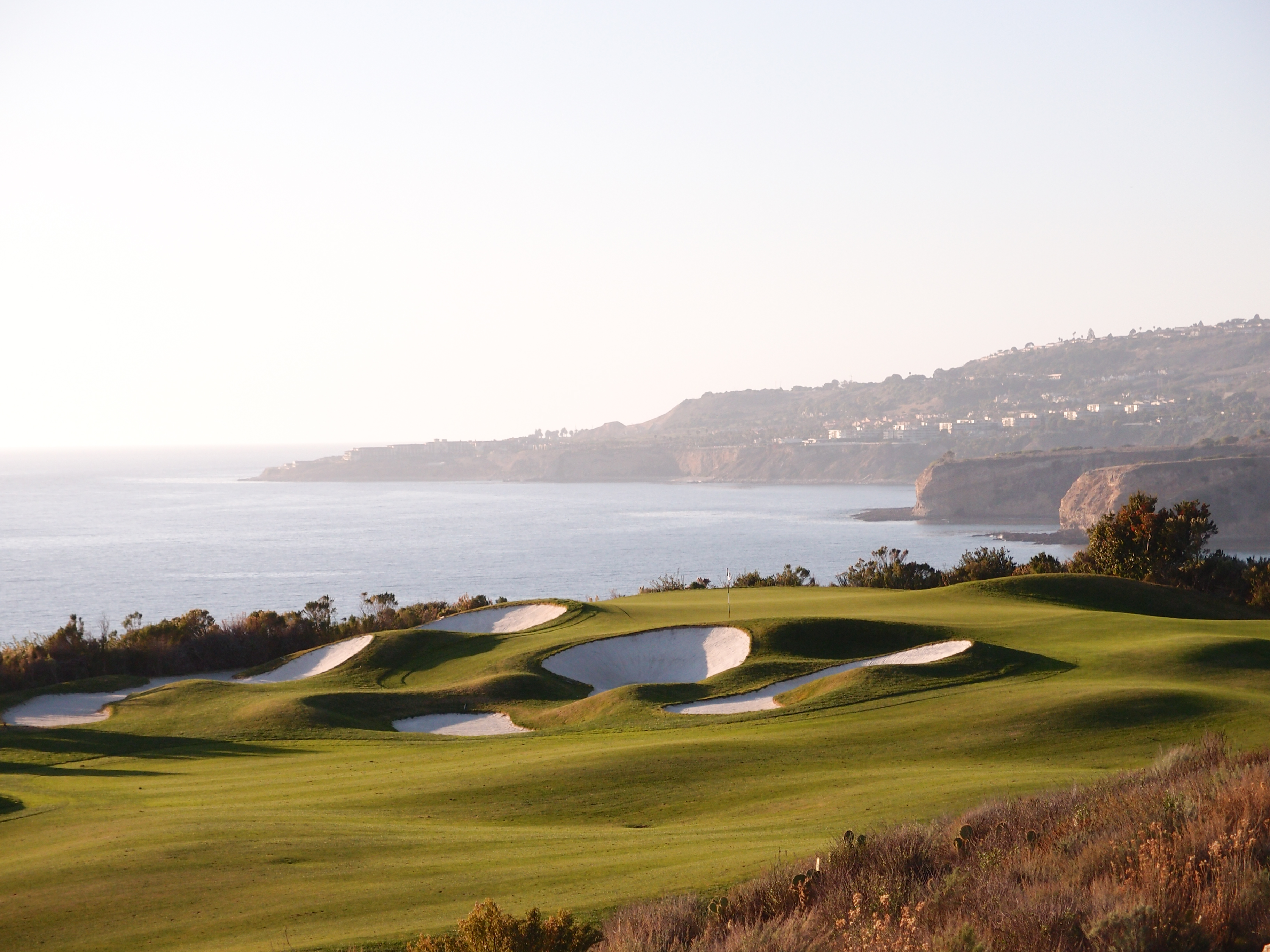
Trump National Golf Club i Rancho Palos Verdes i Kalifornien, som är världens dyraste golfbana.

- Trump National Golf Club Bedminster i Bedminster, New Jersey
- Trump National Golf Club i Charlotte, North Carolina
- Trump National Golf Club i Colts Neck, New Jersey
- Trump Golf Links at Ferry Point i New York
- Trump National Golf Club i Hudson Valley, New York
- Trump National Golf Club i Jupiter, Florida
- Trump National Golf Club i Rancho Palos Verdes, Kalifornien
- Trump National Doral Golf Club i Doral, Florida
- Trump International Golf Club i West Palm Beach, Florida
- Trump National Golf Club i Pine Hill, New Jersey
- Trump National Golf Club Washington, D.C. i Sterling, Virginia (nordväst om Washington, D.C.)
- Trump National Golf Club i Westchester, New York
- Trump International Golf Links i Balmedie, Skottland
- Trump Turnberry i South Ayrshire, Skottland
- Trump Doonbeg i Doonbeg, Irland
- Trump International Golf Club i Dubai
- Trump World Golf Club Dubai i Dubai